# Devoxx

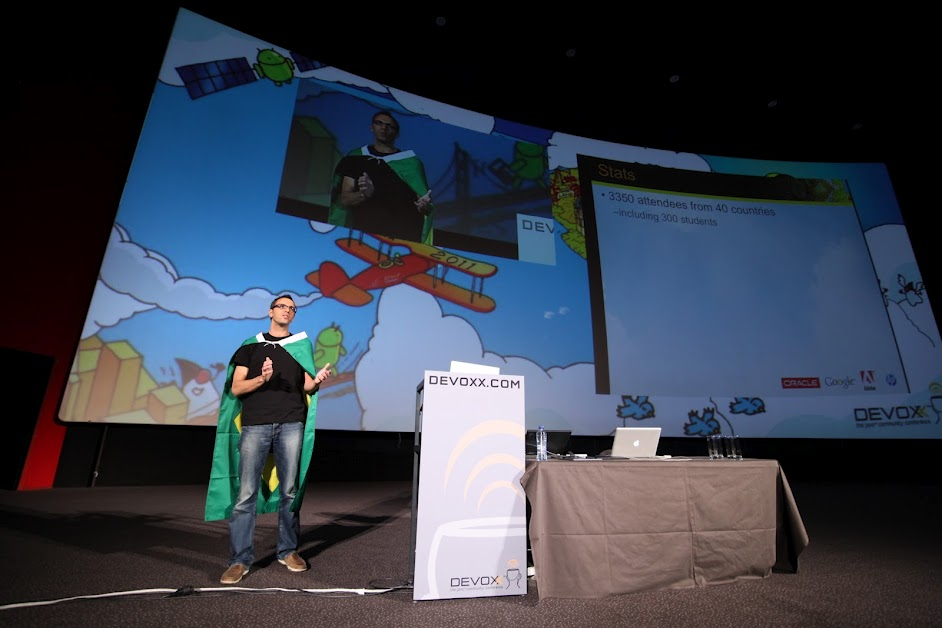
Devoxx 2011 Keynote

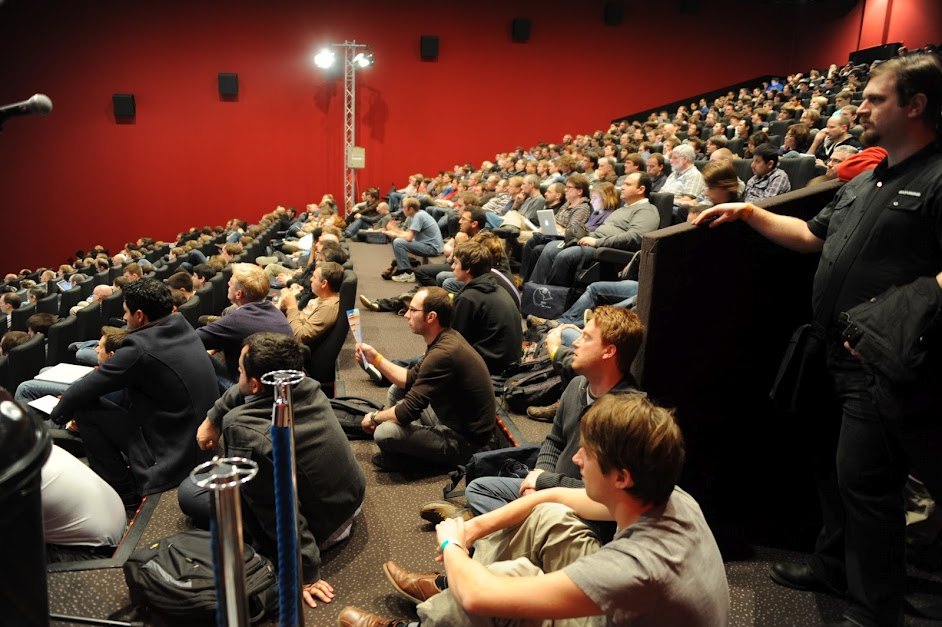
Devoxx 2011 Salón 8

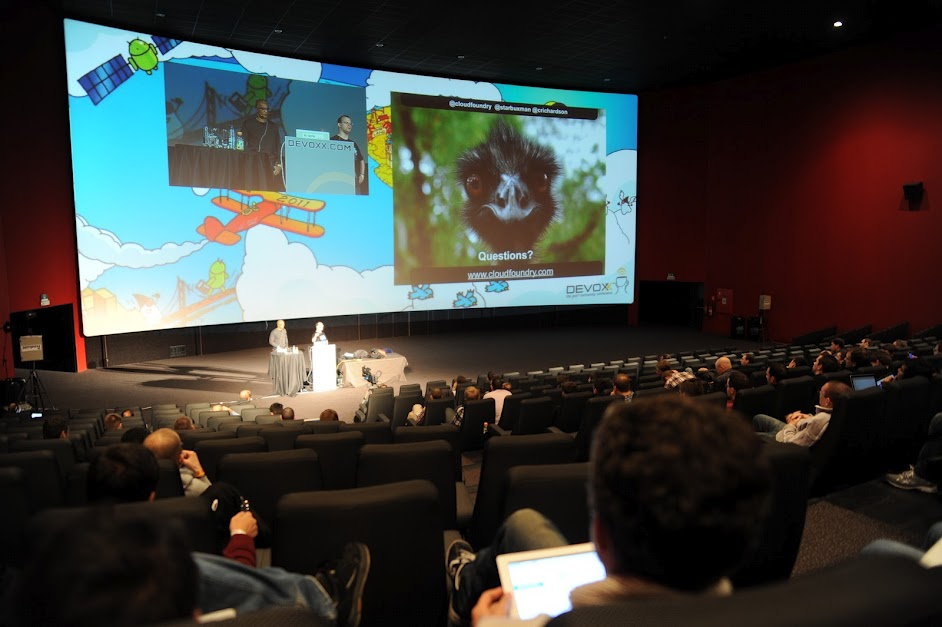
Devoxx 2011 cinema screens

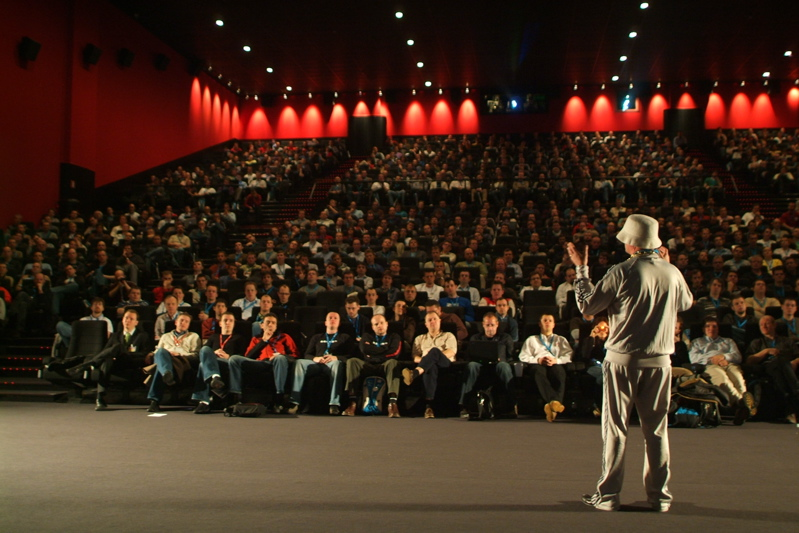
JavaPolis 2006

Devoxx (anteriormente llamado JavaPolis) es un evento anual europeo dedicado a los "entusiastas de la informática" en tecnología Java, Android, y conferencias HTML5, creada en 2002 por Stephan Janssen, organizado por el Grupo de Usuarios Java de origen belga BeJUG). La conferencia se celebra cada año alrededor de noviembre. Con más de 2.800 asistentes en 2006, JavaPolis convirtió en el mayor proveedor independiente de conferencia de Java en el mundo. En el año 2008, el congreso pasó a llamarse Devoxx.